# Doimon maehongsonense
Doimon maehongsonense is een krabbensoort uit de familie van de Potamidae. De wetenschappelijke naam van de soort is voor het eerst geldig gepubliceerd in 1992 door Naiyanetr.